# Vääräsaari (ö i Södra Savolax, S:t Michel, lat 61,33, long 27,68)
Vääräsaari är en ö i Finland. Den ligger i sjön Saimen och i kommunerna Sankt Michel och Savitaipale och landskapen  Södra Savolax och Södra Karelen, i den södra delen av landet, 200 km nordost om huvudstaden Helsingfors. Öns area är 2,1 hektar och dess största längd är 400 meter i sydväst-nordöstlig riktning.